# Synergizm (farmakologia)
Synergizm – termin używany w farmakologii do określenia zjawiska, gdy łączne zastosowanie dwóch lub większej liczby leków wykazuje silniejsze działanie.
Rozróżnia się:
- synergizm addycyjny (przykładowo propranolol plus acebutolol) – występuje, gdy zastosowanie dwóch lub większej liczby leków wiąże się z sumowaniem ich działania (mają one ten sam mechanizm działania i taki sam lub bardzo podobny punkt uchwytu, na przykład działają na ten sam receptor)

- synergizm hiperaddycyjny, inaczej supraaddycyjny (przykładowo propranolol plus werapamil) – występuje, gdy podanie dwóch lub większej liczby leków wykazuje działanie większe niż suma działań poszczególnych składników terapii. Mechanizm ten zwany jest też potencjalizacją lub potęgowaniem działania (a także krótko synergizmem); dochodzi do niego w sytuacji, gdy efekt działania leków jest identyczny, ale poszczególne leki wywierają wpływ poprzez różnorodne punkty uchwytu.

Przeczytaj ostrzeżenie dotyczące informacji medycznych i pokrewnych zamieszczonych w Wikipedii.